# Університетський коледж Дубліна
Університетський коледж Дубліна (ірл. An Coláiste Ollscoile, Baile Átha Cliath) — навчальний та дослідницький університет у місті Дублін. В університеті навчаються 32 тисячі студентів, працюють 1 500 викладачів і співробітників, що робить його найбільшим вищим навчальним закладом Ірландії.

## Історія
Заснований 1854 року як Католицький університет Ірландії, щоб надавати якісну освіту ірландським католикам. Відповідно до «Акту про ірландські університети» 1908 року став частиною Національного університету Ірландії та був перейменований на «Університетський коледж Дубліна».
До 1940-х років Коледж став найбільшим вищим навчальним закладом Ірландії. На початку 1960-х років виш отримав новий кампус у передмісті Дубліна — Белфілді. 2006 року було оголошено про масштабний проєкт реконструкції університетських будівель.

## Коледжі
- Коледж мистецтв і кельтських наук
- Коледж бізнесу та права
- Коледж інженерних, математичних і фізичних наук
- Коледж гуманітарних наук
- Коледж біологічних наук